# Obiady czwartkowe
Obiady czwartkowe – powstałe z inicjatywy Adama Kazimierza Czartoryskiego i organizowane przez króla Stanisława Augusta Poniatowskiego, na wzór paryskich salonów literackich, spotkania intelektualistów polskich.

## Historia

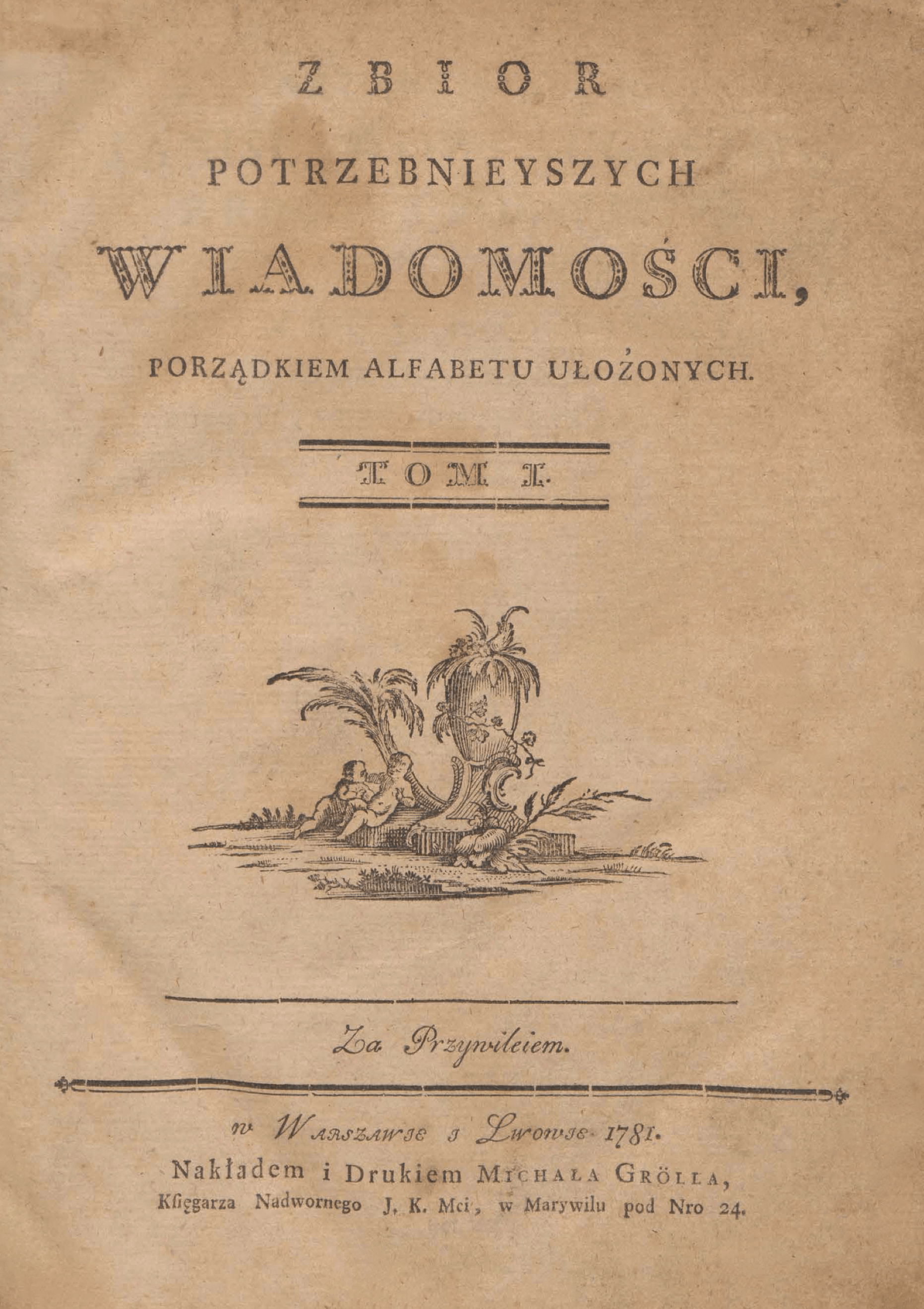
„Zbiór potrzebniejszych wiadomości”. Encyklopedia Ignacego Krasickiego z 1781 roku, której zawartość konsultowano w czasie obiadów.

A uczone obiady? znasz to może imię?

Gdzie połowa nie gada a połowa drzymie,

W których król wszystkie musi zastąpić ekspensa,

Dowcipu, wiadomości, i wina, i mięsa.

Kajetan Węgierski (1756-1787)
Były to popołudniowe biesiady literacko-naukowe. Pierwsze spotkania odbyły się w 1770 i były kontynuacją zebrań o podobnym charakterze, organizowanych przez Adama Kazimierza Czartoryskiego w Pałacu Błękitnym w początkowym okresie panowania Stanisława Augusta. Obiady czwartkowe organizowane były regularnie co tydzień i trwały od 3 do 4 godzin. Przeważnie odbywały się na Zamku Królewskim (według tradycji w Sali Rady, w inwentarzu z roku 1808 zwanej też Jadalną), latem w Łazienkach. Celem spotkań były rozmowy na tematy związane ze sztuką, nauką, omawianie dzieł literackich.
Wzorowano się na paryskich salonach literackich, jednak w odróżnieniu od nich – obiady gromadziły wyłącznie mężczyzn. Okoliczność ta ułatwiała swobodniejszą od obowiązującej w salonach konwersację oraz lekturę frywolnych wierszy (wkładanych czasami w postaci druczków desertowych pod serwety gości).
Na obiadach czwartkowych spotykali się artyści, czyli malarze, rzeźbiarze, poeci, muzycy, literaci itp. Obiady czwartkowe pełniły funkcje nieomal kulturalnej instytucji, której działalność znacząco wpłynęła na rozwój literatury tego okresu. Od 1771 nieoficjalnym organem prasowym obiadów czwartkowych był tygodnik „Zabawy Przyjemne i Pożyteczne”, w którym publikowano część utworów czytanych na obiadach. Utwory niepublikowane oprawiano w osobne zbiory (kodeksy). Były to tzw. litteraria Stanisława Poniatowskiego; część z nich ogłosił S. Tomkiewicz Z wieku Stanisława Augusta, t. 1-2, Kraków 1882. Król rozmiłowany w literaturze i sztuce, przywiązywał do tych cotygodniowych spotkań ogromną wagę, organizując je regularnie mniej więcej do 1777 roku. Król organizował również obiady środowe, na które przybywali humaniści, m.in. publicyści, pedagodzy oraz związani z dworem dostojnicy i działacze polityczni. Obiady kończyły się poprzez wniesienie na salę i podanie królowi pustego w środku listu, gdy rozmowa nie miała już sensu.
Najlepszym okresem obiadów były lata koegzystencji z „Zabawami Przyjemnymi i Pożytecznymi”, późniejszy okres sygnalizował powolny, lecz nieubłagany spadek ich poziomu. Były wówczas ośmieszane wierszami Węgierskiego (Organy, II w. 32-34, IV w. 21-26; Do ks. Węgierskiego), kilkukrotnie przerywane – największy kryzys nastąpił w roku 1782, kiedy przestał bywać u stołu nawet Trembecki, zabrakło w nich I. Potockiego, a w Warszawie mawiano, iż mądry obiad skasowano (S. K. Potocki: Banialuka, w. 112) – wygasły nawet na krótko przed Sejmem Czteroletnim (mimo tego w czasie Sejmu, i jeszcze w latach grodzieńskich odbywały się u króla spotkania naukowe i literackie).
W roku 1771 na czwartkach pojawił się zamysł utworzenia Towarzystwa Przyjaciół Kilku (spośród uczestników obiadów), wydającego arkuszami Historię państw starożytnych (t. 1, Warszawa 1772). Niespełna rok później, 11 czerwca 1772 czytał w tym gronie J. P. (prawdopodobnie I. Potocki?) projekt pn. O ustanowieniu porządku w nauce prawa cywilnego i o założeniu zgromadzenia prawnych ludzi, a wkrótce potem cz. 2 projektu O prawach politycznych i prawach fundamentalnych. W lipcu roku 1774 Ignacy Krasicki przedstawił pierwszą redakcję Myszeidy, a dokładnie 6 lat później Wojnę chocimską (lipiec 1780). Najwięcej wierszy czytywał zebranym (będąc potem lektorem Historii..) A. Naruszewicz, będący nieformalnym naczelnikiem Towarzystwa (według Wybickiego). Był także autorem Historii Jana Karola Chodkiewicza, której pierwszy zamysł zaświtał na jednym z posiedzeń czwartkowych. Także inni uczestnicy obiadów czytali tam swe utwory – byli wśród nich m.in.: Stanisław Trembecki, Wojciech Jakubowski i Celestyn Czaplic. Czasem nawet sam Stanisław August podsuwał innym tematy, a nawet wręcz plany utworów (dot. ody na zniesienie zakonu jezuitów). W tymże gronie miano także omawiać pierwsze projekty tzw. Kodeksu Zamoyskiego.
W 1780 roku do Warszawy z Lidzbarka Warmińskiego przyjechał Ignacy Krasicki przywożąc ze sobą manuskrypt jednej z pierwszych polskich encyklopedii – Zbioru potrzebniejszych wiadomości. Zaprezentował go uczestnikom obiadów, którzy omówili zawartość tej publikacji, a także wnieśli udoskonalenia oraz poruszyli problematykę wydawniczą. Druk zlecony został warszawskiemu drukarzowi i wydawcy Michałowi Gröllowi, który 20 maja 1780 roku ogłosił subskrypcję na Zbiór potrzebniejszych wiadomości. Tom pierwszy ukazał się pod koniec 1781 r., a drugi przy końcu 1782  .
Oprawę kulinarną spotkań zapewniał pierwszy kuchmistrz w Europie Paul Tremo. Z tradycji czwartków Stanisława Augusta wyrosły w początkach wieku XIX, czwartkowe obiady literackie Wincentego Krasińskiego.

## Uczestnicy obiadów
W obiadach czwartkowych skład gości nie był stały, ponadto zmieniał się w różnych okresach. W pojedynczym przyjęciu brało udział zwykle około 10-12 biesiadników. Portrety gości najczęstszych lub najwybitniejszych malował z polecenia króla L. Marteau, które stanowiły potem ozdobę Sali Żółtej (12 portretów w roku 1829 litografował K. Minter; kompletny ich spis podał E. Rastawiecki; napisy pod nimi ułożył natomiast Naruszewicz – zachowane w rękopisie Biblioteki Czartoryskich).

### Wybitniejsi biesiadnicy
- Franciszek Bohomolec
- Joachim Litawor Chreptowicz
- Celestyn Czaplic
- Jędrzej Gawroński
- Wojciech Jakubowski
- Hugo Kołłątaj
- Stanisław Konarski
- Ignacy Krasicki
- Sebastian Lachowski
- Michał Mniszech
- Andrzej Mokronowski
- Ignacy Nagurczewski
- Adam Tadeusz Naruszewicz
- Andrzej Ignacy Ogiński
- Jacek Bartłomiej Ogrodzki
- Grzegorz Piramowicz
- Walerian Piwnicki
- Stanisław Poniatowski
- Antoni Portalupi
- Ignacy Potocki
- Wojciech Strzelecki
- Krzysztof Hilary Szembek
- Piotr Jacek Śliwicki
- bracia: Jan i Jędrzej Śniadeccy
- Stanisław Trembecki
- Karol Wyrwicz

### Zapraszani sporadycznie
- Marcello Bacciarelli
- Józef Bielawski
- Wojciech Bogusławski
- Mateusz Czarnek
- Adam Kazimierz Czartoryski
- Franciszek Karpiński
- Antoni Korwin-Kossakowski
- Feliks Franciszek Łoyko
- Ludwik Marteau
- Dominik Merlini
- Kazimierz Nestor Sapieha
- Wincenty Skrzetuski
- Franciszek Smuglewicz
- Michał Stadnicki
- Józef Szymanowski
- Zygmunt Vogel
- Tomasz Kajetan Węgierski
- Franciszek Ksawery Woyna
- Józef Wybicki
- Franciszek Zabłocki
- Andrzej Zamoyski

## Opracowania przedmiotowe
- A. Michniewski: „Do czwartku”, Zabawy Przyjemne i Pożyteczne 1772, t. 12, cz. 1; przedr. J. Kott w: Poezja polska wieku Oświecenia, Warszawa 1954, wyd. 2 Warszawa 1956 – (I. Potocki?): Pamiętnik pierwszy (Warszawa) 1772 (notatka na odwrocie karty tytułowej) – A. Naruszewicz: (przedmowa do) Historia Jana Karola Chodkiewicza..., t. 1, Warszawa 1781 – S. Trembecki: Listy, t. 1, wyd. i oprac. J. Kott, R. Kaleta, Wrocław 1954, s. 182, 211-212 (listy z lat: 1781 i 1782) – Stanisław August Poniatowski: Mémoires..., Poznań 1862; wyd. następne: t. 2, Petersburg 1915 (część egz. tomu 2 dat.: Leningrad 1924), s. 210 – „Polska stanisławowska w oczach cudzoziemców”, t. 1, oprac. W. Zawadzki, Warszawa 1963, Biblioteka Pamiętnikarzy Polskich i Obcych – (K. Hebdowski): Do Prześwietnego Towarzystwa Przyjaciół Nauk, Warszawa 1801, s. 47 – J. Wybicki: Pamiętniki (powst. przed 1822), Poznań 1840; wyd. następne (m.in.): „Życie moje”, oprac. A. M. Skałkowski, Kraków (1927), Biblioteka Narodowa, seria I, nr 106 (s. 142–144) – F. Karpiński: Pamiętniki (ukończ. w 1822), Poznań 1884 i wyd. następne – F. Skarbek: „Rys zasług naukowych śp. księcia Adama Czartoryskiego Rocznik Towarzystwa Warszawskich Przyjaciół Nauk, t. 18 (1825), s. 266 – J. U. Niemcewicz: „Pamiętniki czasów moich” (powst. w latach 1823–1838), wersja 1 (wyd. J. Dihm), t. 1, Warszawa 1957, Biblioteka Pamiętnikarzy Polskich i Obcych; wersja 2; Paryż 1848 i wyd. następne – K. Tańska-Hoffmanowa: „Obiad czwartkowy. Opis wyjęty z nieznanych dotąd pamiętników”, Rozrywki dla Dzieci 1828 i wyd. następne, m.in. przedr.: I. Kotowa w: „Listy Elżbiety Rzeczyckiej”, Kraków (1927), Biblioteka Narodowa, seria I, nr 99; J. W. Gomulicki w: Iskry z popiołów (Warszawa) 1959
- A. Magier: Estetyka miasta stołecznego Warszawy (ukończona około roku 1833), wyd. H. Szwankowska Komentarz historyczno-literacki, oprac. J. W. Gomulicki, Wrocław 1963 – W. P. (Pol): „Obrazy z przeszłości. Obiad czwartkowy”, Przyjaciel Ludu 1838/1839, nr 15, 17, 19; przedr. S. Wasylewski w: Przypadki króla Jegomości. Opowieści ludzi współczesnych, Lwów 1920, wyd. następne: Lwów 1922, Kraków 1957 – J. U. Niemcewicz: Żywoty znacznych w XVIII w. ludzi (powst. przed rokiem 1840), wyd. A. M. Kurpiel, Kraków 1904 – J. K. Radecki: „Obiad czwartkowy”, Dziennik Domowy 1844, nr 20 – E. Rastawiecki: Słownik malarzów polskich, t. 2, Warszawa 1851 (Marteau) – K. W. Wójcicki: „Warszawa i jej społeczność w początkach naszego stulecia”, Biblioteka Warszawska 1874 i odb. (Warszawa 1875, s. 67–68) – S. Tomkowicz: „Nieco o dowcipach, żartach i poezjach okolicznościowych na dworze Stanisława Augusta”, w: Z wieku Stanisława Augusta, t. 2, Kraków 1882 – W. Smoleński: „Towarzystwa naukowe i literackie w Polsce w. XVIII”, Ateneum 1887, t. 3 i odb.; przedr. w: Pisma historyczne, t. 2, Kraków 1901
- W. Tatarkiewicz: Rządy artystyczne Stanisława Augusta, Warszawa 1919 – S. Wasylewski: Na dworze króla Stasia, Lwów 1919; wyd. 4 Kraków 1957 – L. Bernacki, T. Czapelski: Obiad czwartkowy, Warszawa 1925 – Sigma: „Królikarnia”, Tęcza 1928, nr 2 – T. Mańkowski: Galeria Stanisława Augusta, Lwów 1932 – I. Z. Turowska-Barowa: „Zabawy Przyjemne i Pożyteczne (1770-1777). Ze studiów na literaturą stanisławowską”, Kraków 1933, Prace Historyczno-Literackie nr 40.